# Ricardo Zonta
Luiz Ricardo Zonta (* 23. März 1976 in Curitiba) ist ein brasilianischer Automobilrennfahrer. Er nahm unter anderem zwischen 1999 und 2005 an Rennen zur Formel-1-Weltmeisterschaft teil. Derzeit fährt er in der Stock Car Brasil.

## Karriere

### Kart
Wie fast alle heutigen Formel-1-Fahrer begann Ricardo Zonta seine Karriere im Kartsport. Von 1987 bis 1992 fuhr Zonta in verschiedenen brasilianischen Kartserien. 1991 gewann er die brasilianische Kartmeisterschaft und begann, in den Formelsport einzusteigen.

### Formelsport
1993 absolvierte Zonta sein erstes Jahr in der Formel-Opel-Meisterschaft, einer nationalen Rennserie in Brasilien. Ein Jahr später wechselte er in die brasilianische Formel-3-Meisterschaft, wo er auf seinen späteren Formel-1-Teamkollegen Cristiano da Matta traf. Während da Matta die Serie für sich entscheiden konnte, belegte Zonta den fünften Platz.
1995 zeigte Zonta erstmals sein Talent: Er trat in zwei Serien gleichzeitig an, in der Formel 3 in Brasilien und in der südafrikanischen Formel 3. In beiden Serien wurde er Meister. Somit gelang ihm der Sprung in die europäische Formel 3000.
Im Team Draco Racing in einem Lola-Zytec-Judd beendete Zonta die Saison 1996 als Vierter. Zudem fuhr er ein Rennen in der C-Klasse für Mercedes in der International Touring Car Championship.
Im Jahr 1997 wechselte Zonta zu Super Nova Racing und konnte sich so mit vier Saisonsiegen den EM-Titel in der Formel 3000 sichern. Zudem bestritt er erste Formel-1-Tests für das Jordan-Team.

### Formel 1

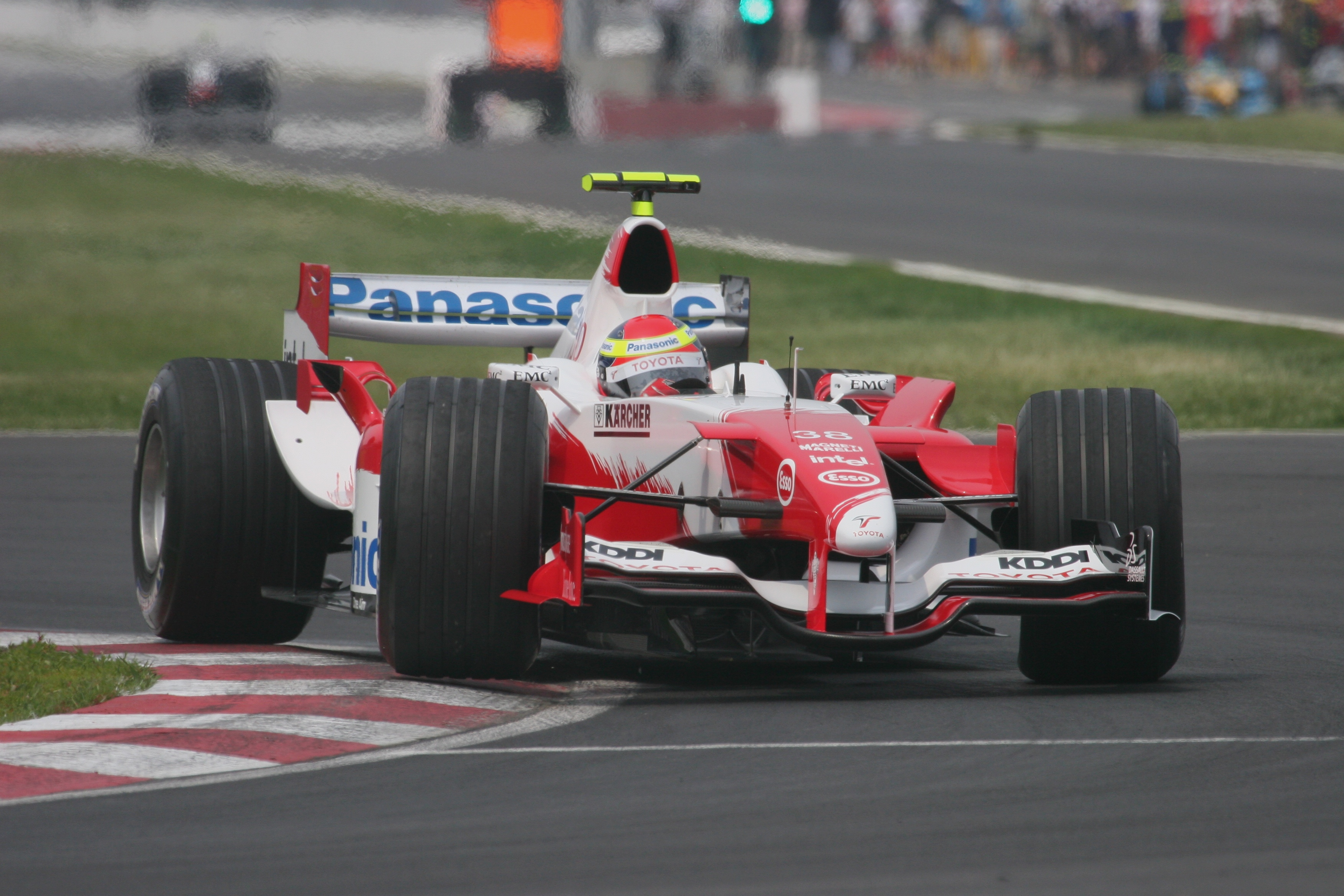
Zonta beim Großen Preis von Kanada 2005

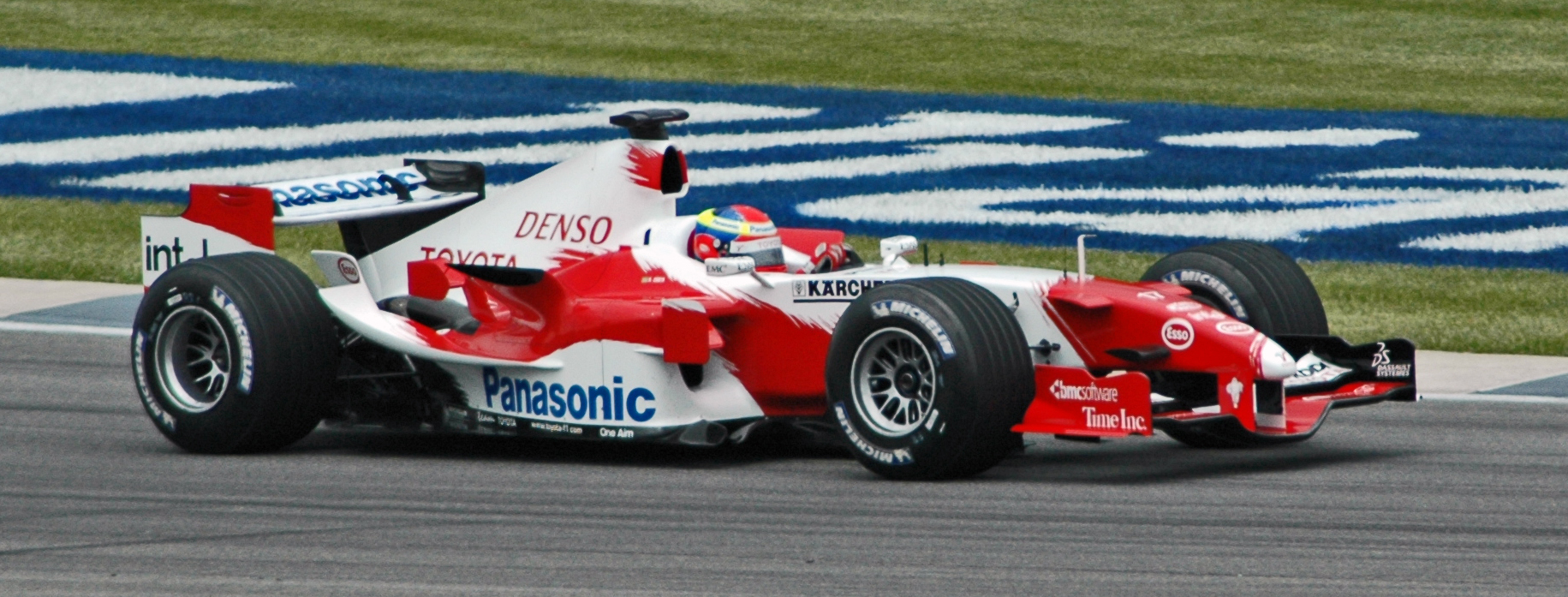
Ricardo Zonta bei der Qualifikation für den USA Grand Prix 2005 als Ersatz für den verletzten Ralf Schumacher

1999 absolvierte Zonta seine erste Formel-1-Saison beim neu gegründeten Team British American Racing, kurz BAR. Nicht nur für das Team, auch für Zonta selbst verlief die Saison alles andere als zufriedenstellend. Im Training zum zweiten Rennen hatte Zonta ausgerechnet bei seinem Heim-Grand-Prix einen Unfall und erlitt Verletzungen an der Fußsehne. BAR und damit auch Zonta blieben 1999 punktelos.
2000 bekam BAR dann die Unterstützung von Honda, die neuer Motorenpartner wurden. Zonta fuhr drei WM-Punkte ein und wurde 14. in der Weltmeisterschaft.
Das nächste Jahr verbrachte Zonta als Testfahrer bei Jordan. Bei zwei Rennen durfte er Stammpilot Heinz-Harald Frentzen ersetzen, doch für 2002 wechselte er in die Telefonica Nissan Worldseries und errang dort den Titel.
Ab 2003 war Zonta Testfahrer bei Toyota. 2004 ersetzte er Cristiano da Matta für fünf Rennen. Als Ersatz für Ralf Schumacher nahm Zonta am Großen Preis der USA 2005 teil.
In der Saison 2007 fuhr Zonta als Testfahrer für das französische Renault-F1-Team.

### Sportwagen und GT-Sport
Noch vor seiner Formel-1-Laufbahn war Zonta im GT-Sport aktiv. 1998 pilotierte Zonta einen Mercedes-Benz CLK LM in der FIA-GT-Meisterschaft. Zusammen mit Klaus Ludwig gewann er fünf von zehn Rennen und sicherte sich damit den Meistertitel. Neben der FIA-GT fuhr der Brasilianer außerdem das 24-Stunden-Rennen von Le Mans und absolvierte Tests bei McLaren-Mercedes.
2008, also gut genau zehn Jahre später, erlebte Zonta seine Rückkehr zu den Sportwagen. Für Peugeot Sport ging er als Werkspilot bei den 24 Stunden von Le Mans an den Start. Außerdem fährt er aktuell für Andretti Green Racing in der American Le Mans Series in einem Acura ARX-01b. Als dritte Rennserie ist Zonta 2008 auch in der US-amerikanischen Grand-Am Sports Car Series aktiv. Hier fuhr er für das Krohn Racing Team in einem Daytona-Prototypen, war bis auf einer Podiumsplatzierung mit Niclas Jönsson wenig erfolgreich. 2009 blieb Zonta bei Krohn Racing und konzentrierte sich im Sportwagenbereich auf die Grand-Am. Jedoch blieben seine Ergebnisse mit Jönsson wechselhaft. Zwei Gesamtsiege und ein weiteres Podium standen mehreren Mittelfeldplatzierungen gegenüber und beendete die Saison auf Rang 17.
In der Saison 2010 fuhr Zonta für das deutsche Team Reiter Engineering mit einem Lamborghini Murcielago LP 670 R-SV in der neugegründeten FIA-GT1-Weltmeisterschaft. Zusammen mit Frank Kechele gewann er die Rennen in Spa-Francorchamps und Navarra.

### Stock Car Brasil
Schon 2007 fuhr Ricardo Zonta in der brasilianischen Rennserie Stock Car Brasil. Seit 2008 besitzt er mit RZ Motorsport sein eigenes Rennteam, für das er bis 2014 selbst als Fahrer antrat. Seit der Saison 2015 fährt er für Shell Racing.

## Statistik

### Statistik in der Formel-1-Weltmeisterschaft

#### Gesamtübersicht
| Saison | Team                     | Chassis       | Motor            | Rennen | Siege | Zweiter | Dritter | Poles | schn. Rennrunden | Punkte | WM-Pos. |
| ------ | ------------------------ | ------------- | ---------------- | ------ | ----- | ------- | ------- | ----- | ---------------- | ------ | ------- |
| 1999   | British American Racing  | BAR 01        | Supertec 3.0 V10 | 12     | –     | –       | –       | –     | –                | –      | 22.     |
| 2000   | Lucky Strike B·A·R Honda | BAR 002       | Honda 3.0 V10    | 17     | –     | –       | –       | –     | –                | 3      | 14.     |
| 2001   | B&H Jordan Honda         | Jordan EJ11   | Honda 3.0 V10    | 2      | –     | –       | –       | –     | –                | –      | 19.     |
| 2004   | Panasonic Toyota Racing  | Toyota TF104B | Toyota 3.0 V10   | 5      | –     | –       | –       | –     | –                | –      | 22.     |
| Gesamt | Gesamt                   | Gesamt        | Gesamt           | 36     | –     | –       | –       | –     | –                | 3      |         |

#### Einzelergebnisse
| Saison | 1   | 2   | 3   | 4   | 5   | 6   | 7   | 8   | 9   | 10  | 11  | 12  | 13  | 14  | 15  | 16  | 17 | 18 | 19 |
| ------ | --- | --- | --- | --- | --- | --- | --- | --- | --- | --- | --- | --- | --- | --- | --- | --- | -- | -- | -- |
| 1999   |     |     |     |     |     |     |     |     |     |     |     |     |     |     |     |     |    |    |    |
| DNF    | DNS | INJ | INJ | INJ | DNF | 9   | DNF | 15  | DNF | 13  | DNF | DNF | 8   | DNF | 12  |     |    |    |    |
| 2000   |     |     |     |     |     |     |     |     |     |     |     |     |     |     |     |     |    |    |    |
| 6      | 9   | 12  | DNF | 8   | DNF | DNF | 8   | DNF | DNF | DNF | 14  | 12  | 6   | 6   | 9   | DNF |    |    |    |
| 2001   |     |     |     |     |     |     |     |     |     |     |     |     |     |     |     |     |    |    |    |
|        |     |     |     |     |     |     | 7   |     |     |     | DNF |     |     |     |     |     |    |    |    |
| 2004   |     |     |     |     |     |     |     |     |     |     |     |     |     |     |     |     |    |    |    |
|        |     |     |     |     |     |     |     |     |     |     |     | DNF | 10* | 11  | DNF |     | 13 |    |    |
| 2005   |     |     |     |     |     |     |     |     |     |     |     |     |     |     |     |     |    |    |    |
|        |     |     |     |     |     |     |     | DNS |     |     |     |     |     |     |     |     |    |    |    |

| Legende  | Legende            | Legende                                                          |
| Farbe    | Abkürzung          | Bedeutung                                                        |
| -------- | ------------------ | ---------------------------------------------------------------- |
| Gold     | –                  | Sieg                                                             |
| Silber   | –                  | 2. Platz                                                         |
| Bronze   | –                  | 3. Platz                                                         |
| Grün     | –                  | Platzierung in den Punkten                                       |
| Blau     | –                  | Klassifiziert außerhalb der Punkteränge                          |
| Violett  | DNF                | Rennen nicht beendet (did not finish)                            |
| Violett  | NC                 | nicht klassifiziert (not classified)                             |
| Rot      | DNQ                | nicht qualifiziert (did not qualify)                             |
| Rot      | DNPQ               | in Vorqualifikation gescheitert (did not pre-qualify)            |
| Schwarz  | DSQ                | disqualifiziert (disqualified)                                   |
| Weiß     | DNS                | nicht am Start (did not start)                                   |
| Weiß     | WD                 | zurückgezogen (withdrawn)                                        |
| Hellblau | PO                 | nur am Training teilgenommen (practiced only)                    |
| Hellblau | TD                 | Freitags-Testfahrer (test driver)                                |
| ohne     | DNP                | nicht am Training teilgenommen (did not practice)                |
| ohne     | INJ                | verletzt oder krank (injured)                                    |
| ohne     | EX                 | ausgeschlossen (excluded)                                        |
| ohne     | DNA                | nicht erschienen (did not arrive)                                |
| ohne     | C                  | Rennen abgesagt (cancelled)                                      |
| ohne     | keine WM-Teilnahme |                                                                  |
| sonstige | P/fett             | Pole-Position                                                    |
| sonstige | 1/2/3/4/5/6/7/8    | Punktplatzierung im Sprint-/Qualifikationsrennen                 |
| sonstige | SR/kursiv          | Schnellste Rennrunde                                             |
| sonstige | *                  | nicht im Ziel, aufgrund der zurückgelegten Distanz aber gewertet |
| sonstige | ()                 | Streichresultate                                                 |
| sonstige | unterstrichen      | Führender in der Gesamtwertung                                   |

### Le-Mans-Ergebnisse
| Jahr | Team                | Fahrzeug                 | Teamkollege      | Teamkollege        | Platzierung | Ausfallgrund |
| ---- | ------------------- | ------------------------ | ---------------- | ------------------ | ----------- | ------------ |
| 1998 | AMG Mercedes        | Mercedes-Benz CLK GTR LM | Jean-Marc Gounon | Christophe Bouchut | Ausfall     | Motorschaden |
| 2008 | Peugeot Sport Total | Peugeot 908 HDi FAP      | Franck Montagny  | Christian Klien    | Rang 3      |              |